# Nekrolog 3. Quartal 1953
Nekrolog
◄◄
| ◄
| 1949
| 1950
| 1951
| 1952
| 1953 | 1954 | 1955 | 1956 | 1957 | ► | ►►
1. Quartal |
2. Quartal |
3. Quartal |
4. Quartal 1953
Weitere Ereignisse | Allgemeiner Nekrolog 1953
Die Beschreibung der verstorbenen Person sollte so kurz wie möglich gehalten sein und nur deren signifikante Tätigkeit(en) enthalten.
Neue Namen ggf. auch unter dem Geburts- und Sterbedatum, also etwa unter 1. Januar und im Geburts- und Sterbejahr (2024) eintragen (nur bei entsprechender großer Wichtigkeit). Für Beispiele siehe die schon vorhandenen Artikel.
Außerdem über die fünf zuletzt Verstorbenen, zu denen es einen ausreichend guten Artikel für eine Präsentation auf der Hauptseite gibt, nach der todesbedingten Überarbeitung der Artikel ggf. auch unter Wikipedia Diskussion:Hauptseite informieren und sie am besten auch in den anderen Wikipedia-Sprachversionen eintragen. Tipp: Regelmäßig bei news.google.de nach „ist tot“, „gestorben“ oder „verstorben“ suchen.
Wenn eine Person gestorben ist, gibt es viele Seiten zu dieser Person in der Wikipedia, die davon auch betroffen sind und entsprechend aktualisiert werden müssen. Beispiele: Namenübersichtsseite, Geburtsjahr, Geburtsort-Seiten und viele mehr.
Wie finde ich die betroffenen Seiten?
Im Suchfeld auf der linken Seite gibt man den Suchbegriff so ein: „Vorname Nachname“. Dann klickt man auf Volltext und alle Seiten mit entsprechendem Suchtext werden aufgerufen. Hier sieht man dann schnell, wo auch das Todesjahr Sinn macht oder sogar ein Teil des Artikels angepasst werden muss. Auch hilft das „Werkzeug“ auf der linken Seite sehr gut, um solche Seiten aufzufinden: „Links auf diese Seite“. Somit ist die Wikipedia wieder aktuell in allen Bereichen! Hinweis: bei Eintragung der Kategorie „Gestorben JAHR“ wird der Missbrauchsfilter 49 ausgelöst, was jedoch nicht schlimm ist. Siehe: Spezial:Missbrauchsfilter/49
Dies ist eine Liste von im dritten Quartal 1953 verstorbenen bekannten Persönlichkeiten. Die Einträge erfolgen innerhalb der einzelnen Daten alphabetisch sortiert. Tiere sind im Nekrolog für Tiere zu finden.

## Juli
| Tag      | Name                                   | Beruf, bekannt als                                                                                              | Alter | Beleg |
| -------- | -------------------------------------- | --- | ----- | ----- |
| 1. Juli  | Joris van den Bergh                    | niederländischer Sportjournalist und Buchautor                                                                  | 71    |       |
| 1. Juli  | Karl von Kielmansegg                   | Offizier und Diplomat                                                                                           | 82    |       |
| 1. Juli  | Jakob Daniël du Toit                   | südafrikanischer Geistlicher und Dichter                                                                        | 76    |       |
| 1. Juli  | Werner Zschintzsch                     | deutscher Verwaltungsjurist und Staatssekretär                                                                  | 65    |       |
| 2. Juli  | Ludwig Heitmann                        | lutherischer Pastor und Vertreter der Liturgischen Bewegung                                                     | 73    |       |
| 2. Juli  | Hŏ Ka-i                                | sowjetisch-nordkoreanischer Politiker                                                                           | 45    |       |
| 2. Juli  | Georg Moenius                          | deutscher Priester, Schriftsteller und Vertreter der Friedensbewegung                                           | 62    |       |
| 2. Juli  | Karl Stalmann                          | deutscher lutherischer Geistlicher, Generalsuperintendent von Hannover                                          | 75    |       |
| 3. Juli  | Gordon Campbell                        | britischer Marineoffizier, Autor und Politiker, Mitglied des House of Commons                                   | 67    |       |
| 3. Juli  | Gaston Rebry                           | belgischer Radrennfahrer                                                                                        | 48    |       |
| 3. Juli  | Irving Reis                            | US-amerikanischer Filmregisseur, Drehbuchautor, Kameramann und Radioprogramm Produzent                          | 47    |       |
| 4. Juli  | Jean Becquerel                         | französischer Physiker                                                                                          | 75    |       |
| 4. Juli  | Otto Borgner                           | deutscher Politiker (SPD), MdHB und Senator in Hamburg                                                          | 61    |       |
| 5. Juli  | Hans Draxler                           | österreichischer Politiker (SPÖ), Landtagsabgeordneter, Abgeordneter zum Nationalrat                            | 61    |       |
| 5. Juli  | Johannes Hatzfeld                      | deutscher katholischer Priester, Musiker und Schriftsteller                                                     | 71    |       |
| 5. Juli  | Theodor Jordans                        | deutscher Landwirt und Politiker (Zentrum), MdL                                                                 | 89    |       |
| 5. Juli  | Charles le Maistre                     | britischer Vorreiter in der Standardisierung der Elektrotechnik                                                 | 79    |       |
| 5. Juli  | Reiner Müller                          | deutscher Hygieniker und Bakteriologe                                                                           | 74    |       |
| 5. Juli  | Titta Ruffo                            | italienischer Opernsänger (Bariton)                                                                             | 76    |       |
| 5. Juli  | Andreas Suttner                        | österreichischer Fechter                                                                                        | 76    |       |
| 6. Juli  | Gustav Bock                            | deutscher Musikverleger                                                                                         | 70    |       |
| 6. Juli  | Julia de Burgos                        | puerto-ricanische Lyrikerin                                                                                     | 39    |       |
| 6. Juli  | Johan Danielsen                        | Postmeister der Färöer und ein Politiker der Sambandsflokkurin                                                  | 65    |       |
| 6. Juli  | Ernst Küster                           | deutscher Botaniker und Zellforscher                                                                            | 79    |       |
| 6. Juli  | Willy Steinkopf                        | deutscher Politiker (SPD), MdR                                                                                  | 68    |       |
| 6. Juli  | Gordon Thomson                         | britischer Ruderer                                                                                              | 69    |       |
| 6. Juli  | Hermann Wanckel                        | deutscher Arzt und Nationalsozialist                                                                            | 57    |       |
| 7. Juli  | Axel Andreasen                         | dänischer Zeichner, Lithograph, Songtexter und Schauspieler                                                     | 74    |       |
| 7. Juli  | Charles Petter                         | Schweizer Waffenkonstrukteur                                                                                    | 73    |       |
| 8. Juli  | Rosemonde Gérard                       | französischer Biologe und Schriftsteller                                                                        | 87    |       |
| 8. Juli  | Gerhard Jacobshagen                    | deutscher Politiker (USPD, SPD, KPD), MdR                                                                       | 62    |       |
| 8. Juli  | Fritz Steuri                           | Schweizer Skisportler und Bergführer                                                                            | 44    |       |
| 9. Juli  | Hermann Herrenberger                   | deutscher Architekt und kommunaler Baubeamter                                                                   | 72    |       |
| 9. Juli  | Henri Padé                             | französischer Mathematiker                                                                                      | 89    |       |
| 10. Juli | Gilbert Bayes                          | britischer Bildhauer                                                                                            | 81    |       |
| 10. Juli | Mimí Derba                             | mexikanische Filmschauspielerin, Filmregisseurin, Filmproduzentin und Drehbuchautorin                           |       |       |
| 10. Juli | Franz Langlotz                         | deutscher Kunstsammler                                                                                          |       |       |
| 10. Juli | Theodor Schmierer                      | deutscher Geologe und Paläontologe                                                                              | 74    |       |
| 10. Juli | Friedrich Schreiber-Weigand            | deutscher Museumsleiter                                                                                         | 73    |       |
| 11. Juli | Oliver Campbell                        | US-amerikanischer Tennisspieler                                                                                 | 82    |       |
| 11. Juli | Theodor Pfülf                          | bayerischer Regierungspräsident in der Rheinpfalz                                                               | 86    |       |
| 11. Juli | Karl Swoboda                           | österreichischer Politiker (SdP), Abgeordneter zum Nationalratösterreichischer Politiker (SdP), Abgeordneter... | 78    |       |
| 12. Juli | Joseph Jongen                          | belgischer Komponist und Organist                                                                               | 79    |       |
| 12. Juli | Jewgeni Oskarowitsch Paton             | ukrainischer Wissenschaftler                                                                                    | 83    |       |
| 12. Juli | Herbert Rawlinson                      | englischer Schauspieler                                                                                         | 67    |       |
| 13. Juli | Walter Bullock                         | US-amerikanischer Filmmusik-Komponist und Autor                                                                 | 46    |       |
| 13. Juli | Frederick Nanka-Bruce                  | ghanaischer Politiker                                                                                           | 74    |       |
| 13. Juli | Hellmuth Unger                         | deutscher Mediziner und Schriftsteller                                                                          | 62    |       |
| 14. Juli | Frank Fahy                             | irischer Politiker                                                                                              | 73    |       |
| 14. Juli | Alzir Hella                            | französischer Schriftsteller                                                                                    | 71    |       |
| 14. Juli | Richard von Mises                      | österreichischer Mathematiker                                                                                   | 70    |       |
| 14. Juli | Albert Rutherston                      | britischer Maler, Grafiker, Illustrator und Bühnenbildner                                                       | 72    |       |
| 14. Juli | Fridolin Schröpfer                     | österreichischer Politiker (SPÖ)                                                                                | 60    |       |
| 15. Juli | Eugenio Balzan                         | italienischer Journalist und Unternehmer                                                                        | 79    |       |
| 15. Juli | John Christie                          | britischer Serienmörder                                                                                         | 54    |       |
| 15. Juli | Pierpont Davis                         | US-amerikanischer Segler                                                                                        | 68    |       |
| 15. Juli | Erik Nölting                           | deutscher Politiker (SPD), MdL, MdB                                                                             | 60    |       |
| 15. Juli | Geevarghese Mar Ivanios Panicker       | indischer Erzbischof, Gründer der syro-malankarisch katholischen Kirche                                         | 70    |       |
| 16. Juli | Hilaire Belloc                         | englischer Schriftsteller und Politiker und Politiker, Mitglied des House of Commons                            | 82    |       |
| 16. Juli | Louis Cattiaux                         | französischer Maler und Dichter                                                                                 | 48    |       |
| 16. Juli | Troy Floyd                             | US-amerikanischer Jazzmusiker                                                                                   | 52    |       |
| 16. Juli | Berthold Küttner                       | deutscher Ruderer                                                                                               | 83    |       |
| 16. Juli | Stanislav Ondříček                     | tschechischer Geiger und Musikpädagoge                                                                          | 67    |       |
| 16. Juli | Walther Kottenkamp                     | deutscher Schauspieler                                                                                          | 64    |       |
| 17. Juli | Maude Adams                            | US-amerikanische Theaterschauspielerin                                                                          | 80    |       |
| 17. Juli | Edgar Katzenstein                      | deutscher Ruderer                                                                                               | 73    |       |
| 17. Juli | Hilding Kjellman                       | schwedischer Romanist und Provenzalist, ferner Regierungspräsident                                              | 68    |       |
| 17. Juli | Jacques Camille Paris                  | französischer Diplomat und erster Generalsekretär des Europarates                                               | 50    |       |
| 18. Juli | Rudolf Albrecht                        | deutscher Politiker (SPD), MdL                                                                                  | 61    |       |
| 18. Juli | Josef Neukirch                         | österreichischer Maler und Beamter                                                                              | 58    |       |
| 18. Juli | Oswald Winkel                          | deutscher Kartograf                                                                                             | 79    |       |
| 19. Juli | Adolf Beyer                            | deutscher Maler und Kunstpolitiker im Nationalsozialismus                                                       | 83    |       |
| 19. Juli | John Joseph Boylan                     | US-amerikanischer Geistlicher, Bischof von Rockford                                                             | 63    |       |
| 19. Juli | Friedrich Frey                         | Schweizer Geschäftsmann                                                                                         | 71    |       |
| 19. Juli | Hugh Grosvenor, 2. Duke of Westminster | britischer Adliger und Olympiateilnehmer im Motorbootfahren                                                     | 74    |       |
| 19. Juli | Maurice J. Tobin                       | US-amerikanischer Politiker                                                                                     | 52    |       |
| 19. Juli | Jakob Zünd                             | Schweizer Politiker                                                                                             | 78    |       |
| 20. Juli | Dumarsais Estimé                       | haitianischer Politiker                                                                                         | 53    |       |
| 20. Juli | Ruggero Ruggeri                        | italienischer Schauspieler                                                                                      | 81    |       |
| 20. Juli | Hugo Sonnenschein                      | österreichischer Schriftsteller                                                                                 | 64    |       |
| 20. Juli | Martin Wolff                           | deutscher Jurist                                                                                                | 80    |       |
| 21. Juli | Anton Cromme                           | deutscher Politiker (CDU), MdL                                                                                  | 52    |       |
| 22. Juli | Fritz von Christen                     | preußischer Landrat und Rittergutsbesitzer                                                                      | 81    |       |
| 22. Juli | Edward L. Leahy                        | US-amerikanischer Jurist und Politiker (Demokratische Partei)                                                   | 67    |       |
| 22. Juli | Franz Singer                           | deutscher Journalist und Politiker (Zentrum, CVP), MdL                                                          | 54    |       |
| 23. Juli | Maude Delap                            | irische Forscherin                                                                                              | 86    |       |
| 23. Juli | Otto Graf                              | deutscher Politiker (BVP), MdR                                                                                  | 58    |       |
| 23. Juli | Franz Löser                            | österreichischer Schauspieler und Mundartdichter                                                                | 64    |       |
| 23. Juli | Erich Martini                          | deutscher Medizinprofessor und Marine-Generaloberarzt                                                           | 86    |       |
| 24. Juli | Hendrik Ebo Kaspers                    | niederländischer Anarchist                                                                                      | 84    |       |
| 24. Juli | Walter William Skeat                   | britischer Anthropologe und Kolonialbeamter mit besonderen Kenntnissen über Britisch-Malaya                     | 86    |       |
| 24. Juli | Charles W. Tobey                       | US-amerikanischer Politiker                                                                                     | 73    |       |
| 25. Juli | Johann Ohde                            | deutscher Bauingenieur                                                                                          | 47    |       |
| 25. Juli | Helene Schneidewin                     | deutsche Kommunalpolitikerin (DDP)                                                                              | 86    |       |
| 26. Juli | Clyde De Vinna                         | US-amerikanischer Kameramann                                                                                    | 63    |       |
| 26. Juli | Félix Marcotte                         | französischer Segler                                                                                            | 88    |       |
| 26. Juli | Nikolaos Plastiras                     | griechischer General, Politiker und Ministerpräsident                                                           | 69    |       |
| 26. Juli | Ernst Rosell                           | schwedischer Sportschütze                                                                                       | 71    |       |
| 26. Juli | Abel Santamaría                        | kubanischer Revolutionär, Mitkämpfer von Fidel Castro                                                           | 25    |       |
| 27. Juli | Jørgen Arenholt                        | dänischer Tennisspieler                                                                                         | 76    |       |
| 27. Juli | Edith Austin                           | britische Tennisspielerin                                                                                       | 85    |       |
| 27. Juli | Siegfried Schopflocher                 | deutsch-kanadischer Bahai und Hand der Sache Gottes                                                             | 75    |       |
| 27. Juli | Eugen Zotow                            | russischer Maler                                                                                                | 71    |       |
| 28. Juli | Georg Duncker                          | deutscher Ichthyologe, Kustos und Professor                                                                     | 83    |       |
| 28. Juli | Paul Knapp                             | deutscher evangelischer Pfarrer und Pazifist                                                                    | 74    |       |
| 28. Juli | Otto Lemmermann                        | deutscher Agrikulturchemiker                                                                                    | 84    |       |
| 28. Juli | Florence Randal Livesay                | kanadische Schriftstellerin, Übersetzerin und Journalistin                                                      | 78    |       |
| 28. Juli | Mime Misu                              | rumänischer Schauspieler und Regisseur                                                                          | 65    |       |
| 28. Juli | Hermann Wolf                           | Landrat im Kreis Sulingen                                                                                       | 82    |       |
| 29. Juli | Werner Bernhardy                       | deutscher Schauspieler und Drehbuchautor                                                                        | 69    |       |
| 29. Juli | Rosa May Billinghurst                  | britische Suffragette                                                                                           | 78    |       |
| 29. Juli | José María Cantilo                     | argentinischer Diplomat und Außenminister                                                                       | 75    |       |
| 29. Juli | Enrique Granados                       | spanischer Schwimmer und Wasserballspieler                                                                      | 55    |       |
| 29. Juli | Bodewin Keitel                         | deutscher Offizier und General der Infanterie im Zweiten Weltkrieg                                              | 64    |       |
| 29. Juli | Carl Laux                              | deutscher Gutsbesitzer und Politiker (BBB), MdR                                                                 | 80    |       |
| 29. Juli | Richard Pearse                         | neuseeländischer Landwirt, Erfinder und Luftfahrtpionier                                                        | 75    |       |
| 29. Juli | Maria Spötl                            | österreichische Künstlerin                                                                                      | 54    |       |
| 30. Juli | Ea von Allesch                         | österreichische Journalistin und Muse                                                                           | 78    |       |
| 30. Juli | Peter Mandorfer                        | österreichischer Politiker (CSP, Vaterländische Front, ÖVP), Landtagsabgeordneter                               | 68    |       |
| 31. Juli | Donald Boal                            | kanadischer Ruderer                                                                                             | 45    |       |
| 31. Juli | Paul Drechsel                          | deutscher Politiker (NSDAP), MdR                                                                                | 64    |       |
| 31. Juli | Kornel Makuszyński                     | polnischer Dichter, Theaterkritiker und Schriftsteller                                                          | 69    |       |
| 31. Juli | Hendrik Prinsen Geerligs               | niederländischer Chemiker                                                                                       | 88    |       |
| 31. Juli | Nikolai Dmitrijewitsch Selinski        | russischer Chemiker                                                                                             | 92    |       |
| 31. Juli | Robert A. Taft                         | US-amerikanischer Politiker                                                                                     | 63    |       |
| 31. Juli | Georg Zacharias                        | deutscher Schwimmer                                                                                             | 67    |       |

## August
| Tag        | Name                                                 | Beruf, bekannt als                                                      | Alter | Beleg |
| ---------- | ---------------------------------------------------- | ----------------------------------------------------------------------- | ----- | ----- |
| 1. August  | William S. Howard                                    | US-amerikanischer Politiker                                             | 78    |       |
| 1. August  | William Pepperell Montague                           | US-amerikanischer Philosoph                                             | 79    |       |
| 1. August  | Placide Nicod                                        | Schweizer Orthopäde                                                     | 77    |       |
| 2. August  | Cornelis van Altenburg                               | niederländischer Sportschütze                                           | 82    |       |
| 2. August  | G. F. C. Griss                                       | niederländischer Mathematiker und Philosoph                             | 55    |       |
| 2. August  | Walther Küchler                                      | deutscher Romanist und Literaturwissenschaftler                         | 76    |       |
| 2. August  | Käte Pariser                                         | Zoologin und Chemikerin                                                 | 60    |       |
| 2. August  | Hugo Recken                                          | deutscher Politiker, Bürgermeister von Osterath                         | 62    |       |
| 2. August  | Conrad Selvig                                        | US-amerikanischer Politiker                                             | 75    |       |
| 2. August  | Newbury Abbot Trent                                  | englischer Bildhauer und Medailleur                                     | 67    |       |
| 3. August  | William Ackroyd                                      | britischer Geiger und Musikpädagoge                                     | 78    |       |
| 3. August  | William Tudor Gardiner                               | Gouverneur von Maine                                                    | 61    |       |
| 3. August  | Harry Jackson                                        | US-amerikanischer Kameramann                                            | 57    |       |
| 3. August  | Tod Morgan                                           | US-amerikanischer Boxer                                                 | 50    |       |
| 3. August  | Ludwig Schneller                                     | deutscher evangelischer Theologe und Missionar                          | 95    |       |
| 3. August  | Friedrich Schwerd                                    | deutscher Maschinenbau-Ingenieur und Hochschullehrer an der TH Hannover | 81    |       |
| 4. August  | Joseph Breuer                                        | deutscher Kommunalpolitiker                                             | 78    |       |
| 4. August  | Fritz Koelle                                         | deutscher Bildhauer                                                     | 58    |       |
| 4. August  | Léopold Lafleurance                                  | französischer Flötist                                                   | 88    |       |
| 4. August  | Arnold Schnyder                                      | Schweizer Pflanzenbauwissenschaftler                                    | 63    |       |
| 4. August  | Francisc Șirato                                      | rumänischer Maler, Illustrator, Kunstkritiker und Universitätsprofessor | 75    |       |
| 5. August  | Josef Hehl                                           | deutscher Töpfer und Keramikkünstler                                    | 68    |       |
| 05. August | Sven Johansson                                       | schwedischer Kanute                                                     | 41    |       |
| 5. August  | Gaston Albert Joseph Marie Moisson de Vaux Saint Cyr | französischer Diplomat                                                  | 77    |       |
| 5. August  | Fritz Raaflaub                                       | Schweizer Politiker (FDP)                                               | 69    |       |
| 5. August  | John Reinhardt                                       | US-amerikanischer Filmregisseur                                         | 52    |       |
| 5. August  | Diana von Reventlow-Criminil                         | holsteinische Adlige                                                    | 90    |       |
| 5. August  | Allan B. Walsh                                       | US-amerikanischer Politiker                                             | 78    |       |
| 6. August  | Curt Langenbeck                                      | deutscher Dramatiker und Dramaturg                                      | 47    |       |
| 7. August  | Holm O. Bursum                                       | US-amerikanischer Politiker                                             | 86    |       |
| 7. August  | Robert Archer Cooper                                 | US-amerikanischer Politiker                                             | 79    |       |
| 8. August  | Walter Gloy                                          | deutscher Politiker (NSDAP), MdR, MdHB                                  | 67    |       |
| 8. August  | Beda Hess                                            | 112. Generalminister der Franziskaner-Konventualen                      | 67    |       |
| 8. August  | Franz Schrempf                                       | österreichischer Maler                                                  | 82    |       |
| 8. August  | Walter Schultz                                       | deutscher NSDAP-Gauleiter                                               | 78    |       |
| 9. August  | Lucien Adrion                                        | französischer Maler                                                     | 64    |       |
| 9. August  | Henri Étiévant                                       | französischer Schauspieler bei Bühne und Film und Stummfilmregisseur    | 83    |       |
| 9. August  | Auguste Giroux                                       | französischer Rugbyspieler                                              | 78    |       |
| 9. August  | Alexander Pfohl                                      | deutscher Glasdesigner, Landschaftsmaler und Hochschullehrer            | 59    |       |
| 9. August  | Lao Silesu                                           | italienischer Komponist                                                 | 70    |       |
| 9. August  | Maurice Joseph Sullivan                              | US-amerikanischer Politiker                                             | 68    |       |
| 10. August | John Horne Burns                                     | amerikanischer Schriftsteller                                           | 36    |       |
| 10. August | Ludwig Moroder                                       | Südtiroler Bildhauer                                                    | 73    |       |
| 11. August | Arnold F. Holleman                                   | niederländischer Chemiker                                               | 93    |       |
| 11. August | Alfred Kipke                                         | deutscher Verwaltungsjurist und Landrat                                 | 55    |       |
| 11. August | Ernst Molden                                         | österreichischer Journalist und Historiker                              | 67    |       |
| 11. August | Tazio Nuvolari                                       | italienischer Motorrad- und Autorennfahrer                              | 60    |       |
| 11. August | Erich Opitz                                          | deutscher Physiologe                                                    | 43    |       |
| 11. August | Ludwig Strauss                                       | deutscher Schriftsteller und Literaturwissenschaftler                   | 60    |       |
| 12. August | Rüdiger Alberti                                      | deutscher evangelisch-lutherischer Pfarrer                              | 55    |       |
| 12. August | Walter Graffunder                                    | deutscher Physiker                                                      | 55    |       |
| 12. August | Paul Gurk                                            | deutscher Schriftsteller und Maler                                      | 73    |       |
| 12. August | Heinrich Herglotz                                    | österreichischer Politiker und Bankmanager                              | 61    |       |
| 12. August | Bobby Kohlrausch                                     | deutscher Rennfahrer                                                    | 49    |       |
| 12. August | Franz Kreidemann                                     | deutscher Schauspieler und Schriftsteller                               | 82    |       |
| 12. August | Wilhelm von Krosigk                                  | deutscher Marineoffizier, zuletzt Konteradmiral                         | 81    |       |
| 12. August | Noel Mason-MacFarlane                                | britischer Offizier, Verwaltungsbeamter und Politiker                   | 63    |       |
| 12. August | Fritz Meyer                                          | deutscher Politiker (NSDAP), MdHB, MdR und Hamburger Kaufmann           | 72    |       |
| 12. August | Gabriele von Wartensleben                            | Gattin des Erblandmarschalls Kuno Graf von Hahn                         | 83    |       |
| 13. August | Dimitri Araqischwili                                 | georgischer und sowjetischer Komponist                                  | 80    |       |
| 13. August | John Cornelius Butler                                | US-amerikanischer Politiker                                             | 66    |       |
| 13. August | Oskar Goldberg                                       | deutsch-jüdischer Arzt und Religionsphilosoph                           | 67    |       |
| 13. August | Paul Kemp                                            | deutscher Schauspieler und Charakterkomiker                             | 57    |       |
| 13. August | Géza Nagy                                            | ungarischer Schachspieler                                               | 60    |       |
| 13. August | Josef Poell                                          | Oberbürgermeister der Stadt Mülheim an der Ruhr                         | 61    |       |
| 13. August | Eugen Täubler                                        | deutscher Althistoriker und Hochschullehrer                             | 73    |       |
| 14. August | Friedrich Schorr                                     | österreichisch-amerikanischer Bass-Bariton                              | 64    |       |
| 15. August | Anton Aberle                                         | Schweizer Architekt                                                     | 76    |       |
| 15. August | Ludwig Prandtl                                       | deutscher Physiker                                                      | 78    |       |
| 15. August | Reinhold Quaatz                                      | deutscher Jurist und Politiker (DVP, DNVP, CDU), MdR                    | 77    |       |
| 15. August | Carl Maria Weber                                     | deutscher Schriftsteller                                                | 62    |       |
| 16. August | Hans Leberle                                         | deutscher Brauwissenschaftler                                           | 74    |       |
| 17. August | Albert Austin                                        | britisch-amerikanischer Schauspieler, Regisseur, Autor und Komiker      | 70    |       |
| 17. August | Gustav Wilhelm Berringer                             | deutscher Architekt und kommunaler Baubeamter                           | 73    |       |
| 17. August | Nella Marchesini                                     | italienische Malerin und Illustratorin                                  | 51    |       |
| 17. August | Johannes Tielrooy                                    | niederländischer Romanist und Journalist                                | 66    |       |
| 18. August | Edward J. Flynn                                      | US-amerikanischer Politiker                                             | 61    |       |
| 19. August | Karl von Gemmingen                                   | württembergischer Kammerherr und Staatsrat                              | 92    |       |
| 19. August | Otto Gröger                                          | Schweizer Sprachwissenschafter                                          | 77    |       |
| 19. August | Thornton Jenkins Hains                               | US-amerikanischer Schriftsteller                                        |       |       |
| 19. August | Tiny Kahn                                            | US-amerikanischer Jazzschlagzeuger und Arrangeur                        |       |       |
| 19. August | Willie Love                                          | US-amerikanischer Blues-Musiker                                         | 46    |       |
| 19. August | Győző Simon Macalik                                  | römisch-katholischer Bischof                                            | 63    |       |
| 19. August | Friedrich Odening                                    | deutscher Politiker (parteilos), MdL                                    | 72    |       |
| 19. August | Marcel Schlumberger                                  | französischer Ingenieur                                                 | 69    |       |
| 19. August | William Stephenson                                   | britischer Seemann und Antarktisreisender                               | 64    |       |
| 19. August | Selmar Werner                                        | deutscher Bildhauer, Maler, Grafiker und Medailleur                     | 88    |       |
| 20. August | Max Bock                                             | deutscher Politiker (SPD), MdL                                          | 64    |       |
| 20. August | Erwin Kreuzer                                        | Bischof der Altkatholischen Kirche in Deutschland                       | 75    |       |
| 20. August | Michel Macheboeuf                                    | französischer Biochemiker                                               | 52    |       |
| 20. August | Cameron A. Morrison                                  | US-amerikanischer Politiker                                             | 83    |       |
| 20. August | Johannes Rösing                                      | deutscher Jurist und Politiker                                          | 87    |       |
| 21. August | Jesse M. Combs                                       | US-amerikanischer Politiker                                             | 64    |       |
| 21. August | Hans Holzwarth                                       | deutscher Ingenieur und Gasturbinen-Erfinder                            | 76    |       |
| 21. August | Harold Knutson                                       | US-amerikanischer Politiker                                             | 72    |       |
| 21. August | Nikolai Nikolajewitsch Punin                         | russischer Kunsthistoriker, Kunstkritiker und Schriftsteller            | 64    |       |
| 21. August | Rudolf Schreiner                                     | deutscher Architekt                                                     | 67    |       |
| 22. August | Karlheinz Gonda                                      | deutscher Kletterer und Bergsteiger                                     | 23    |       |
| 22. August | John A. Peters                                       | US-amerikanischer Politiker                                             | 89    |       |
| 22. August | Elfriede Reichelt                                    | deutsche Kunst- und Porträtfotografin                                   | 70    |       |
| 22. August | Rudolph Michael Schindler                            | US-amerikanischer Architekt österreichischer Herkunft                   | 65    |       |
| 22. August | Julien Wartelle                                      | französischer Turner                                                    | 64    |       |
| 23. August | Gottfried Hinze                                      | deutscher Fußballfunktionär                                             | 79    |       |
| 23. August | Laurentia McLachlan                                  | schottische Nonne, Äbtissin                                             | 87    |       |
| 24. August | Hans Gentner                                         | bayerischer Politiker (SPD)                                             | 76    |       |
| 24. August | Fritz Kupfrian                                       | deutscher Politiker                                                     | 74    |       |
| 24. August | Willy Ramme                                          | deutscher Entomologe                                                    | 66    |       |
| 25. August | Richard von Berendt                                  | deutscher Offizier, zuletzt General der Artillerie                      | 88    |       |
| 25. August | Allan Carlsson                                       | schwedischer Radrennfahrer                                              | 24    |       |
| 25. August | Hans Eduard Fierz                                    | Schweizer Chemiker                                                      | 71    |       |
| 25. August | Hermann Grund                                        | deutscher Filmproduzent                                                 | 60    |       |
| 25. August | William Vosburgh                                     | US-amerikanischer Wasserballspieler                                     | 62    |       |
| 25. August | Frederick Eugene Wright                              | US-amerikanischer Mineraloge                                            | 75    |       |
| 26. August | Rachel Barrett                                       | walisisch-britische Suffragette und Zeitungsherausgeberin               | 78    |       |
| 26. August | Gaston Duffour                                       | französischer Generalmajor                                              | 78    |       |
| 26. August | Karl Molitor                                         | Oberbürgermeister in Hanau                                              | 70    |       |
| 27. August | Nikolai Tichonowitsch Beresowski                     | russischer Komponist und Violinist                                      | 53    |       |
| 27. August | Georgi Andrejewitsch Buritschenkow                   | sowjetischer Generalmajor                                               | 59    |       |
| 27. August | Petro Oros                                           | ukrainischer Bischof                                                    | 36    |       |
| 27. August | Adolf Reifenberg                                     | israelischer Numismatiker und Bodenkundler                              | 54    |       |
| 28. August | Helmuth Albrecht                                     | deutscher Politiker (DVP), MdR                                          | 67    |       |
| 28. August | Ludolf Jakob von Alvensleben                         | deutscher SS-Führer und Polizeikommandeur                               | 54    |       |
| 28. August | Nikolai Semjonowitsch Golowanow                      | russisch-sowjetischer Dirigent, Komponist und Hochschullehrer           | 62    |       |
| 28. August | Alfred Jaeck                                         | Schweizer Fußballspieler                                                | 42    |       |
| 28. August | Emma Lundberg                                        | schwedische Künstlerin und Landschaftsgärtnerin                         | 84    |       |
| 29. August | Franz Brunnträger                                    | deutscher Politiker (NSDAP)                                             | 60    |       |
| 29. August | Richard Euringer                                     | deutscher nationalsozialistischer Schriftsteller                        | 62    |       |
| 29. August | James H. Hughes                                      | US-amerikanischer Politiker                                             | 86    |       |
| 29. August | Dénes von Mihály                                     | ungarischer Physiker und Techniker                                      | 59    |       |
| 29. August | Glyn Paque                                           | amerikanischer Jazzmusiker                                              | 47    |       |
| 29. August | Winold Reiss                                         | US-amerikanischer Porträtmaler, Illustrator und Designer                | 65    |       |
| 29. August | Arthur Riedel                                        | deutscher Grafiker, Maler, Radierer und Exlibriskünstler                | 66    |       |
| 30. August | Hermann Brockmann                                    | deutscher Politiker (SPD), MdL                                          | 61    |       |
| 30. August | Maurice Deprez                                       | belgischer Eishockeyspieler                                             | 64    |       |
| 30. August | Emmanuel Gambardella                                 | französischer Fußballspieler- und funktionär                            | 65    |       |
| 30. August | Robert Eugen Gaupp                                   | deutscher Psychiater und Neurologe                                      | 82    |       |
| 30. August | Leonard Ingrams                                      | britischer Banker und Leiter der Political Warfare Executive            | 53    |       |
| 30. August | Dimitar Nenow                                        | bulgarischer Komponist                                                  | 51    |       |
| 30. August | Alexander Rodenstock                                 | deutscher Unternehmer                                                   | 70    |       |
| 30. August | Jelena Fjodorowna Rosmirowitsch                      | russische Revolutionärin                                                | 67    |       |
| 30. August | Fjodor Aronowitsch Rotstein                          | russischer Journalist, Schriftsteller und Kommunist                     |       |       |
| 30. August | Margarete Slezak                                     | deutsche Opern- und Konzertsängerin                                     | 52    |       |
| 31. August | Anton Lux                                            | deutscher Politiker (SPD), MdL                                          | 75    |       |

## September
| Tag           | Name                                     | Beruf, bekannt als                                                                             | Alter | Beleg |
| ------------- | ---------------------------------------- | ---------------------------------------------------------------------------------------------- | ----- | ----- |
| 1. September  | Alfons Dopsch                            | österreichischer Historiker und Mediävist                                                      | 85    |       |
| 1. September  | Walter Eichholz                          | deutscher Ingenieur, Vorstandsvorsitzender der August-Thyssen-Hütte                            | 59    |       |
| 1. September  | Jacques Thibaud                          | französischer Violinist                                                                        | 72    |       |
| 2. September  | Johannes Olm                             | Bürgermeister von Arnsberg                                                                     | 57    |       |
| 2. September  | Leon Tuck                                | US-amerikanischer Eishockeyspieler                                                             | 63    |       |
| 2. September  | Jonathan M. Wainwright                   | US-amerikanischer General                                                                      | 70    |       |
| 03. September | Clyde Blair                              | US-amerikanischer Sprinter                                                                     | 71    |       |
| 3. September  | Charles Crowe                            | kanadischer Sportschütze                                                                       | 85    |       |
| 3. September  | Albert Froelich                          | Schweizer Architekt                                                                            | 77    |       |
| 3. September  | Ernst Ruge                               | deutscher Mediziner und Bürgermeister                                                          | 75    |       |
| 04. September | Magdalon Monsen                          | norwegischer Fußballspieler                                                                    | 43    |       |
| 4. September  | Karl Willy Wagner                        | deutscher Physiker                                                                             | 70    |       |
| 4. September  | Julius Wohlers                           | deutscher Maler, Kunstpädagoge, Impressionist                                                  | 85    |       |
| 5. September  | August Bödecker                          | deutscher Segelflieger                                                                         | 42    |       |
| 5. September  | Walther Darré                            | deutscher Politiker (NSDAP), MdR                                                               | 58    |       |
| 5. September  | Francis Ford                             | US-amerikanischer Filmschauspieler, -drehbuchautor und -regisseur                              | 72    |       |
| 5. September  | Rudolf Höber                             | deutscher Physiologe und Hochschullehrer                                                       | 79    |       |
| 5. September  | Alexander Spitzmüller                    | österreichischer Wirtschaftsführer und Politiker                                               | 91    |       |
| 5. September  | Johannes Zschucke                        | deutscher Tropenmediziner und Hochschullehrer                                                  | 66    |       |
| 7. September  | Abe Nobuyuki                             | 36. Premierminister von Japan                                                                  | 77    |       |
| 7. September  | Ermine Cowles Case                       | US-amerikanischer Paläontologe                                                                 | 81    |       |
| 7. September  | Joachim Degener                          | deutscher Offizier, zuletzt Generalmajor im Zweiten Weltkrieg                                  | 69    |       |
| 7. September  | Fritz Heitmann                           | deutscher Organist                                                                             | 62    |       |
| 7. September  | Einar Hermann                            | dänischer Turner                                                                               | 75    |       |
| 7. September  | Rupert Weinstabl                         | österreichischer Kanute                                                                        | 41    |       |
| 8. September  | Johannes Baumann                         | Schweizer Politiker                                                                            | 78    |       |
| 8. September  | John J. Cornwell                         | US-amerikanischer Politiker                                                                    | 86    |       |
| 8. September  | Robert Kienböck                          | österreichischer Röntgenologe                                                                  | 82    |       |
| 8. September  | Karl Kißling                             | deutscher Internist                                                                            | 78    |       |
| 8. September  | Fred M. Vinson                           | US-amerikanischer Politiker, Finanzminister und Präsident des Obersten Bundesgerichts          | 63    |       |
| 8. September  | George A. Wilson                         | US-amerikanischer Politiker                                                                    | 69    |       |
| 9. September  | Rudolf Forsthuber                        | österreichischer Politiker (SPÖ), Abgeordneter zum Nationalrat                                 | 54    |       |
| 9. September  | Herbert von Garvens                      | deutsch-dänischer Galerist                                                                     | 69    |       |
| 9. September  | Willy Kohlmey                            | deutscher Sprinter                                                                             | 72    |       |
| 9. September  | Max Lohfing                              | deutscher Opernsänger (Bass)                                                                   | 83    |       |
| 9. September  | Anton Mader                              | österreichischer Komponist und Militärkapellmeister                                            | 76    |       |
| 10. September | Róbert Berény                            | ungarischer Maler                                                                              | 66    |       |
| 10. September | Elise Katharina Gimbel                   | deutsche Politikerin                                                                           | 79    |       |
| 10. September | Franz Xaver Grüttner                     | Bankbeamter, Sozialdemokrat, Gewerkschafter, Kommunalpolitiker und Widerstandskämpfer          | 68    |       |
| 10. September | Jørgen Hansen                            | dänischer Ruderer                                                                              | 63    |       |
| 10. September | Maximilian Ronge                         | österreichischer Offizier, Leiter des Geheimdienstes                                           | 78    |       |
| 11. September | Lloyd Felton                             | amerikanischer Bakteriologe und Immunologe                                                     | 67    |       |
| 11. September | William L. Fiesinger                     | US-amerikanischer Politiker                                                                    | 75    |       |
| 11. September | Vinzenz Goller                           | Komponist und Kirchenmusiker                                                                   | 80    |       |
| 11. September | Léon Hatot                               | französischer Uhrmacher und Juwelier                                                           | 70    |       |
| 11. September | Berend Klasink                           | evangelisch-reformierter Landwirt und Politiker der Grafschaft Bentheim                        | 79    |       |
| 11. September | Bartle Kleber                            | österreichischer Maler und Graphiker                                                           | 69    |       |
| 11. September | Auguste Le Hérissé                       | französischer Administrator von Dahomey                                                        | 77    |       |
| 11. September | Antonio Maria Lisboa                     | portugiesischer Dichter                                                                        | 25    |       |
| 11. September | Andreas Bertalan Schwarz                 | deutscher Rechtswissenschaftler                                                                | 67    |       |
| 12. September | Ernst Biesten                            | deutscher Jurist                                                                               | 69    |       |
| 12. September | Christoph Großjohann                     | deutscher Straßenbauingenieur                                                                  | 71    |       |
| 12. September | James Hamilton, 3. Duke of Abercorn      | britischer Adliger und Politiker, Mitglied des House of Commons                                | 83    |       |
| 12. September | William Lottig                           | deutscher Reformpädagoge                                                                       | 86    |       |
| 12. September | Tom C. Rye                               | Gouverneur von Tennessee                                                                       | 90    |       |
| 12. September | Hugo Schmeisser                          | deutscher Waffenkonstrukteur                                                                   | 68    |       |
| 12. September | Lewis Stone                              | US-amerikanischer Schauspieler                                                                 | 73    |       |
| 13. September | Heinrich Herlitzius                      | deutscher Politiker (SPD), MdL                                                                 | 65    |       |
| 13. September | Gustav Rasmussen                         | dänischer Diplomat und Politiker                                                               | 58    |       |
| 13. September | Magdalene Stuart Reeves                  | neuseeländische Suffragette, Sozialreformerin und Autorin                                      | 87    |       |
| 14. September | Karl Geiler                              | deutscher Rechtswissenschaftler, Ministerpräsident in Hessen, Rektor in Heidelberg             | 75    |       |
| 14. September | Eduard Lukas                             | österreichischer Wirtschaftswissenschaftler und Hochschullehrer                                | 63    |       |
| 15. September | Peter Bockemühl                          | evangelisch-reformierter Theologe                                                              | 57    |       |
| 15. September | Franz Horster                            | deutscher Unternehmer und Politiker (Zentrum), MdR                                             | 66    |       |
| 15. September | Friedrich Kentmann                       | deutsch-baltischer evangelisch-lutherischer Geistlicher                                        | 75    |       |
| 15. September | Heinrich Kirchner                        | deutscher Paläontologe                                                                         | 67    |       |
| 15. September | Isaías Medina Angarita                   | Offizier, Politiker und Präsident von Venezuela (1941–1945)                                    | 56    |       |
| 15. September | Erich Mendelsohn                         | deutsch-britischer Architekt                                                                   | 66    |       |
| 15. September | Harry Sewell                             | britischer Hindernisläufer                                                                     | 70    |       |
| 16. September | Walter Bernatzik                         | österreichischer Bauingenieur                                                                  | 54    |       |
| 16. September | Georges Henri Ruedin                     | Schweizer Uhrenfabrikant                                                                       | 58    |       |
| 16. September | Ralph E. Updike                          | US-amerikanischer Politiker                                                                    | 59    |       |
| 17. September | Lolkje Anema                             | niederländische Malerin und Zeichnerin                                                         | 81    |       |
| 17. September | Egon Caesar Conte Corti                  | lombardischer Historiker                                                                       | 67    |       |
| 17. September | Erdet Wenxiu                             | chinesische Nebenfrau des letzten Kaisers von China                                            | 43    |       |
| 17. September | Emil Ermatinger                          | Schweizer Germanist                                                                            | 80    |       |
| 17. September | Hans Feige                               | deutscher Offizier, zuletzt General der Infanterie im Zweiten Weltkrieg                        | 72    |       |
| 17. September | Henry Holden Huss                        | US-amerikanischer Komponist                                                                    | 91    |       |
| 17. September | Fritz Kohlrausch                         | österreichischer Physiker                                                                      | 69    |       |
| 17. September | Tyge William Mollerup                    | dänischer Architekt                                                                            | 64    |       |
| 17. September | David Munson                             | US-amerikanischer Leichtathlet                                                                 | 69    |       |
| 18. September | Charles de Tornaco                       | belgischer Automobilrennfahrer                                                                 | 26    |       |
| 19. September | Alfred Dürr                              | deutscher Jurist, Präsident des Oberlandesgerichts München                                     | 74    |       |
| 19. September | Jakob Fleck                              | österreichischer Filmregisseur, Drehbuchautor, Filmproduzent und Kameramann                    | 71    |       |
| 19. September | Rodolphe Fornerod                        | Schweizer Kunstmaler                                                                           | 76    |       |
| 19. September | Klyment Kwitka                           | ukrainischer Musikwissenschaftler                                                              | 73    |       |
| 19. September | Georges Millardet                        | französischer Romanist, Okzitanist und Dialektologe                                            | 76    |       |
| 19. September | Friedrich Müller                         | deutscher Elektrochemiker                                                                      | 58    |       |
| 20. September | Hermann Ach                              | österreichischer Politiker (ÖVP)                                                               | 73    |       |
| 20. September | Georg-Wilhelm Postel                     | deutscher Offizier, Generalleutnant im Zweiten Weltkrieg                                       | 57    |       |
| 20. September | Richard von Schaesberg-Tannheim          | deutscher Vielseitigkeitsreiter                                                                | 69    |       |
| 21. September | Anton Willem Nieuwenhuis                 | niederländischer Ethnologe                                                                     | 89    |       |
| 21. September | Anastasius Nordenholz                    | deutsch-argentinischer Privatgelehrter und Großgrundbesitzer                                   | 91    |       |
| 21. September | Roger Quilter                            | englischer Komponist                                                                           | 75    |       |
| 21. September | Necmettin Sadak                          | türkischer Diplomat, Politiker, Außenminister                                                  |       |       |
| 21. September | Alois Weiner                             | tschechischer KZ-Häftling                                                                      | 80    |       |
| 21. September | Leopold Wenger                           | österreichischer Rechtshistoriker                                                              | 79    |       |
| 22. September | Ferdinand Frauer                         | württembergischer Oberamtmann                                                                  | 74    |       |
| 22. September | Léopold Jouguet                          | französischer Automobilrennfahrer                                                              | 70    |       |
| 22. September | Scott Loftin                             | US-amerikanischer Politiker                                                                    | 75    |       |
| 23. September | Johann Heinrich Kaupel                   | deutscher katholischer Theologe und Hochschullehrer (Alttestamentler) in Münster               | 63    |       |
| 23. September | Hugo Kracht                              | deutscher Lehrer, Autor von Wanderliteratur und Mitbegründer des Deutschen Jugendherbergswerks | 83    |       |
| 23. September | Ernest Mamboury                          | Schweizer Zeichner und Zeichenlehrer, Byzantinist                                              | 75    |       |
| 23. September | Peter Scher                              | deutscher Schriftsteller und Journalist                                                        | 72    |       |
| 23. September | Karl Wagenmann                           | deutscher Metallurg                                                                            | 65    |       |
| 24. September | Jacobo Fitz-James Stuart y Falcó         | spanischer Diplomat                                                                            | 74    |       |
| 24. September | Peter Kiefer                             | deutscher Politiker und Mediziner                                                              | 69    |       |
| 24. September | Lucien Lévy-Dhurmer                      | französischer Maler                                                                            | 87    |       |
| 24. September | Friedrich von Velsen                     | deutscher Verwaltungsjurist                                                                    | 81    |       |
| 24. September | Berthold Viertel                         | österreichischer Regisseur und Schriftsteller                                                  | 68    |       |
| 25. September | William Brede Kristensen                 | norwegischer Kirchenhistoriker                                                                 | 86    |       |
| 25. September | Ernő Metzner                             | österreich-ungarischer Filmarchitekt und -regisseur                                            | 61    |       |
| 25. September | Ernst Rein                               | deutscher Ingenieur und Unternehmer                                                            | 94    |       |
| 26. September | Xu Beihong                               | chinesischer Maler                                                                             | 58    |       |
| 26. September | Ludwig von Köhler                        | württembergischer Innenminister, Hochschullehrer, Rechtswissenschaftler                        | 84    |       |
| 26. September | Theodor Laue                             | deutscher Kaufmann und Politiker                                                               | 60    |       |
| 26. September | Ernst Pretzel                            | deutscher Politiker (NSDAP), MdR                                                               | 66    |       |
| 26. September | Reginald Rudd                            | englischer Fußballschiedsrichter                                                               | 60    |       |
| 27. September | Hans Fritzsche                           | deutscher Journalist und NS-Funktionär                                                         | 53    |       |
| 27. September | Loris Margaritis                         | griechischer Pianist                                                                           | 58    |       |
| 27. September | Reinhold Zumtobel                        | deutscher Zeitungsredakteur, Gewerkschafter und Politiker (SPD)                                | 75    |       |
| 28. September | Charles Chadwick                         | US-amerikanischer Leichtathlet                                                                 | 78    |       |
| 28. September | Tezelin Halusa                           | österreichischer Zisterzienser und Schriftsteller                                              | 82    |       |
| 28. September | Edwin Hubble                             | US-amerikanischer Astronom                                                                     | 63    |       |
| 28. September | Daniel T. McCarty                        | US-amerikanischer Politiker, Gouverneur von Florida                                            | 41    |       |
| 28. September | F. J. Mills                              | US-amerikanischer Politiker                                                                    | 88    |       |
| 28. September | Eleanor Mary Reid                        | britische Paläobotanikerin                                                                     | 92    |       |
| 28. September | Maurice Vignerot                         | französischer Krocketspieler                                                                   | 73    |       |
| 29. September | Cornelius Freiherr von Berenberg-Gossler | deutscher Bankier                                                                              | 79    |       |
| 29. September | Ernst Reuter                             | deutscher Politiker (SPD), MdR, MdA und Kommunalwissenschaftler                                | 64    |       |
| 29. September | Erich Roßmann                            | deutscher Politiker (SPD), MdR                                                                 | 69    |       |
| 30. September | Martin Irl                               | deutscher Politiker (Zentrum, BVP), MdR                                                        | 93    |       |
| 30. September | Hans Jaquemar                            | österreichischer evangelischer Pfarrer                                                         | 89    |       |
| 30. September | Gustav Meyer zu Belm                     | deutscher Politiker (DVP), MdR                                                                 | 63    |       |
| 30. September | Lewis Fry Richardson                     | britischer Meteorologe und Friedensforscher                                                    | 71    |       |
| 30. September | Gerard Abraham van Rijnberk              | niederländischer Physiologe                                                                    | 79    |       |
| September     | Rolf Werner Juhle                        | US-amerikanischer Vulkanologe und Geologe                                                      |       |       |
| September     | Max Unglehrt                             | deutscher Architekt                                                                            | 61    |       |